# Ficus scratchleyana
Ficus scratchleyana är en mullbärsväxtart som beskrevs av King.. Ficus scratchleyana ingår i släktet fikonsläktet, och familjen mullbärsväxter. Inga underarter finns listade i Catalogue of Life.